# Episodi di Monarch - La musica è un affare di famiglia
La prima e unica stagione della serie televisiva Monarch - La musica è un affare di famiglia (Monarch), composta da 11 episodi, è stata trasmessa in prima visione assoluta negli Stati Uniti d'America su Fox dall'11 settembre al 6 dicembre 2022.
In Italia la stagione è andata in onda su Sky Serie, canale a pagamento della piattaforma satellitare Sky, dal 23 novembre al 28 dicembre 2022.
| nº | Titolo                      | Prima TV USA      | Prima TV Italia  |
| -- | --------------------------- | ----------------- | ---------------- |
| 1  | Stop at Nothing             | 11 settembre 2022 | 23 novembre 2022 |
| 2  | There Can Only Be One Queen | 20 settembre 2022 | 23 novembre 2022 |
| 3  | Show Them Who You Are, Baby | 27 settembre 2022 | 30 novembre 2022 |
| 4  | Not Our First Rodeo         | 4 ottobre 2022    | 30 novembre 2022 |
| 5  | Death and Christmas         | 11 ottobre 2022   | 7 dicembre 2022  |
| 6  | The Night Of...             | 18 ottobre 2022   | 7 dicembre 2022  |
| 7  | About Last Night            | 25 ottobre 2022   | 14 dicembre 2022 |
| 8  | The Crown                   | 8 novembre 2022   | 14 dicembre 2022 |
| 9  | Confessions                 | 15 novembre 2022  | 21 dicembre 2022 |
| 10 | Mergers and Propositions    | 29 novembre 2022  | 21 dicembre 2022 |
| 11 | The Last Dance              | 6 dicembre 2022   | 28 dicembre 2022 |

## Stop at Nothing
- Diretto da: Jason Ensler
- Scritto da: Melissa London Hilfers

## There Can Only Be One Queen
- Diretto da: Valerie Weiss
- Scritto da: Melissa London Hilfers

## Show Them Who You Are, Baby
- Diretto da: Chris Grismer
- Scritto da: Michael Rauch

## Not Our First Rodeo
- Diretto da: Elodie Keene
- Scritto da: Gina Fattore e Emily Whitesell (sceneggiatura), Francisca X. Hu e Leo Richardson (soggetto)

## Death and Christmas
- Diretto da: Valerie Weiss
- Scritto da: Melissa London Hilfers

## The Night Of...
- Diretto da: Chris Grismer
- Scritto da: Jon Feldman (sceneggiatura), Tian Jun Gu e Scott Shepherd (soggetto)

## About Last Night
- Diretto da: Jay Chandrasekhar
- Scritto da: Matt Pyken e Emily Whitesell (sceneggiatura), Emmylou Diaz, Joy Greggory, Matt Pyken e Emily Whitesell (soggetto)

## The Crown
- Diretto da: Chris Manley
- Scritto da: Daniel Beaty e Alexa Junge

## Confessions
- Diretto da: Milan Cheylov
- Scritto da: Jon Harmon Feldman (sceneggiatura), Scott Shepherd (soggetto)

## Mergers and Propositions
- Diretto da: Gina Lamar
- Scritto da: Robert Hull e Matt Pyken

## The Last Dance
- Diretto da: Chris Grismer
- Scritto da: Melissa London Hilfers e Jon Feldman